# Telmatactis ambonensis
Telmatactis ambonensis is een zeeanemonensoort uit de familie Isophelliidae.
Telmatactis ambonensis is voor het eerst wetenschappelijk beschreven door Kwietniewski in 1898.